# Градска туристичка организација „Крагујевац”
| Градска туристичка организација „Крагујевац” |                                                          |
|                                              |                                                          |
|                                              |                                                          |
| Оснивач:                                     | Град Крагујевац                                          |
| Основана:                                    | 1994.                                                    |
| Седиште:                                     | Краља Александра I Карађорђевића 44, · Крагујевац Србија |
| Директор:                                    |                                                          |
| Веб презентација                             | http://gtokg.org.rs/                                     |

Градска туристичка организација „Крагујевац” основана је 2005. године, са основном делатношћу у функцији промоције града и представљања његове туристичке понуде. 

## Делатност
Кроз своју делатност Градска туристичка организација „Крагујевац” организује информативно–пропагандне активности, израду проспеката, разгледница, затим промоцију туристичке понуде града на манифестацијама у земљи и иностранству, сарадњу са привредним субјектима града, као и другим туристичким организацијама у Србији и земљама окружења, као и организација и суорганизација и маркетиншка подршка туристичких, културних и спортских манифестација... 
У оквиру делатности, сваке године, на Дан Града 6. маја, када је Крагујевац проглашен првом престоницом у тек ослобођеној Србији, организује и Дечји карневал „Ђурђевдан у Шумадији”.

## Туристички информативни центар
Туристички информативни центар је отворен давне 1985. године, али од 2006. године послује у оквиру ГТО „Крагујевац”. Његове основне функције су, између осталог, формирање базе туристичких информација и праћење туристичког промета у граду, пружање информација о смештајним капацитетима, актуелним дешавањима у граду, угоститељским објектима и њиховој понуди.
У центру се могу пронаћи разноврсни сувенири, монографије и водичи кроз град и Србију, мапе, разгледнице, са галеријом слика, дела крагујевачких, али и других српских савремених сликара.